# Metelectrona ventralis
Metelectrona ventralis és una espècie de peix de la família dels mictòfids i de l'ordre dels mictofiformes.

## Morfologia
- Els mascles poden assolir 10,7 cm de longitud total.[5][6]

## Depredadors
És depredat per Champsocephalus gunnari, Dissostichus eleginoides, Arctocephalus gazella (Illes del Príncep Eduard), Arctocephalus tropicalis (Illes del Príncep Eduard) i Aptenodytes patagonicus (Illes Crozet).

## Hàbitat
És un peix marí i d'aigües profundes que viu fins als 426 m de fondària.

## Distribució geogràfica
Es troba a tots els oceans.